# Aenictogiton schoutedeni
Aenictogiton schoutedeni är en myrart som beskrevs av Santschi 1924. Aenictogiton schoutedeni ingår i släktet Aenictogiton och familjen myror. Inga underarter finns listade i Catalogue of Life.